# Batalha do Monte Badon
A Batalha de Monte Badon (beɪdən/) foi uma batalha travada entre britanos e anglo-saxões que ocorreu entre os séculos V e VI. Apesar de que a batalha ter sido um evento importante na época da invasão anglo-saxónica da Grã-Bretanha, sua localização e data exata não são conhecidos com precisão atualmente.
A batalha é famosa porque na obra Historia Brittonum, escrita no século IX, Artur é citado como o chefe vencedor pelo lado dos britanos. As lendas ao redor deste Artur deram origem mais tarde à vasta literatura sobre o rei Artur e seus cavaleiros. Porém, a participação de um Artur histórico nesse conflito não é uma certeza, porque Gildas, que escreveu seu De Excidio Britanniae pouco tempo depois da batalha, não o menciona.

## Data e lugar
A fonte mais antiga sobre a batalha é o De Excidio do escritor britano Gildas, escrito por volta de 545. Gildas oferece uma datação da batalha que, devido à forma em que foi redatada, é difícil de interpretar. Beda, que usou Gildas como fonte na sua História Eclesiástica do Povo Inglês, interpretou a passagem como significando que a batalha ocorreu cerca de 493. Nos Annales Cambriae (Anais de Gales), uma lista medieval de eventos ocorridos das Ilhas Britânicas, a data da batalha é fixada entre 516 e 518. Outra fonte antiga, a Historia Brittonum (século IX), não dá nenhum detalhe sobre a época do conflito. Atualmente, diferentes autores estabelecem datas entre 485 e 520 para a batalha.
Também a localização de Badon ou Baddon é incerta, apesar de vários lugares terem sido propostos, todos eles localizados atualmente na Inglaterra e no País de Gales. Godofredo de Monmouth, na sua Historia Regum Britanniae escrita em c. 1139, identifica Badon com a cidade inglesa de Bath, mas considera-se que essa hipótese é improvável porque à época a cidade não era conhecida por esse nome pelos galeses.
Outros lugares possíveis são antigas fortificações britanas chamadas atualmente Badbury, escritas Baddan-byrig em inglês antigo. Destes, os pontos mais possíveis localizam-se em Dorset e Oxfordshire, considerando o provável curso das batalhas durante a invasão da Britânia pelos anglo-saxões.